# José María de Madariaga y Casado
José María de Madariaga y Casado (Hiendelaencina, província de Guadalajara, 3 de juliol de 1853 - Madrid, 29 de gener de 1934) va ser un enginyer i catedràtic espanyol.

## Biografia
Nascut en la localitat de Hiendelaencina el 3 de juliol de 1853, va començar a estudiar Enginyeria de Mines en 1873. Després d'obtenir el seu títol va treballar a Almadén. Va ser catedràtic d'electrotècnia durant 30 anys (des de 1891), president de la Reial Societat Espanyola de Física i Química entre 1906 i 1907 i acadèmic numerari de la Reial Acadèmia de Ciències Exactes, Físiques i Naturals, de la que en seria secretari perpetu, càrrec al que va accedir amb la lectura Exposición de algunas consideraciones sobre la explicación de ciertos fenómenos eléctricos y magnéticos, y de sus relaciones con los de la luz. Va morir a Madrid el 29 de gener de 1934. Fou condecorat amb les grans creus de l'Orde d'Isabel la Catòlica i de l'Orde d'Alfons XII.